# وزارة التربية والتعليم (إيران)
وزارة التربية والتعليم في إيران (بالفارسية: وزارت آموزش و پرورش ایران) تأسست في عام 1964، وهي هيئة حكومية إيرانية مسؤولة عن الإشراف على تعليم K-12 في إيران. في كل عام، يذهب 20٪ من الإنفاق الحكومي و5٪ من الناتج المحلي الإجمالي إلى التعليم، وهو معدل أعلى من معظم البلدان النامية الأخرى. يخصص 50٪ من الإنفاق على التعليم للتعليم الثانوي و21٪ من ميزانية التعليم السنوية للدولة مخصصة لتوفير التعليم العالي. كما أن جامعة شهيد رجائي لتدريب المعلمين، وجامعة فرهنجيان هي جامعة تعليم المعلمين وتنمية الموارد البشرية في وزارة التربية والتعليم.

## روابط خارجية
- صفحة الويب الخاصة بوزارة التربية والتعليم